# Agat (AK)
Agat (Anty-Gestapo) – kryptonim oddziału dywersji bojowej Kedywu Komendy Głównej Armii Krajowej, zmieniony w styczniu 1944 na Pegaz (Przeciw-Gestapo).

## Historia
Późną wiosną 1943 kpt. Adam Borys „Pług”, cichociemny, otrzymał rozkaz zorganizowania oddziału dywersyjnego. Zwrócił się do kierownictwa Szarych Szeregów z prośbą o przekazanie mu do dyspozycji 75 harcerzy. Ostatecznie jednostkę utworzono na przełomie lipca i sierpnia (przyjmuje się datę 1 sierpnia) 1943. W wyniku reorganizacji Grup Szturmowych Szarych Szeregów oddział przejął zadania Organizacji Specjalnych Akcji Bojowych, czyli przede wszystkim wykonywanie wyroków śmierci wydanych przez Polskie Państwo Podziemne na głównych zbrodniarzy hitlerowskich.
Pierwotnie oddział nosił kryptonim „Agat” (od Anty-Gestapo). Składał się z trzech plutonów:
- 1 pluton (kryptonim „Pet”),
- 2 pluton (kryptonim „Bravi”),
- 3 pluton (kryptonim „Ryś”)

Na początku stycznia 1944 został aresztowany Tadeusz Kostrzewski „Niemira”, kierowca oddziału, uczestnik większości akcji „Agatu”. W związku ze zmianami kryptonimów w Kedywie, w tym samym miesiącu zmieniono kryptonim oddziału na „Pegaz”, co było skrótem słów „Przeciw Gestapo”.
W wyniku kolejnej reorganizacji i aresztowania łączniczki w maju 1944, na bazie oddziału utworzony został batalion „Parasol”, którego dowódcą pozostał awansowany do stopnia majora Adam Borys.

## Akcje bojowe
Pierwsza duża akcja oddziału miała miejsce 7 września 1943 w Warszawie, na rogu ulic: Marszałkowskiej i Litewskiej. Było to wykonanie wyroku na zastępcy komendanta Pawiaka, Franzu Bürklu. Akcja zakończyła się powodzeniem.
24 września 1943 na rogu ulic: Dmochowskiego i Rozbrat żołnierze „Agatu” zastrzelili zastępca komendanta Gęsiówki, SS-Hauptscharführera Augusta Kretschmanna.
1 października 1943 grupa żołnierzy oddziału pod dowództwem podporucznika Kazimierza Kardasia „Orkana” wykonała wyrok polskiego sądu podziemnego na SS-Sturmmannie Ernscie Weffelsie – bestialskim kierowniku zmiany oddziału kobiecego Pawiaka, tzw. Serbii. Akcję przeprowadzono bez strat własnych.
1 lutego 1944 przeprowadzono udaną akcję likwidacyjną Franza Kutschery, Dowódcy SS i Policji w dystrykcie warszawskim. W czasie akcji i na skutek odniesionych w niej ran zginęło czterech żołnierzy „Pegaza”: jej dowódca Bronisław Pietraszewicz „Lot”, Marian Senger „Cichy”, Kazimierz Sott „Sokół” oraz Zbigniew Gęsicki „Juno”.
Jednostką wojskową nawiązującą do tradycji „Agatu” jest JW Agat.